# Costa Rica en los Juegos Olímpicos de Londres 2012
Costa Rica participó en los Juegos Olímpicos de Londres 2012, con una delegación de once atletas que compitieron en seis disciplinas deportivas. Para esta edición, nueve de los deportistas clasificaron sin necesidad de tarjeta de invitación, lo que hacía el mayor número de las catorce asistencias de Costa Rica a la justa olímpica.
La maratonista Gabriela Traña era la abanderada en la ceremonia de apertura.

## Participantes por deporte
| No. | Deporte   | Hombres | Mujeres | Total |
| --- | --------- | ------- | ------- | ----- |
| 1   | Atletismo | 2       | 2       | 4     |
| 2   | Ciclismo  | 2       | 0       | 2     |
| 3   | Judo      | 1       | 0       | 1     |
| 4   | Natación  | 1       | 1       | 2     |
| 5   | Taekwondo | 1       | 0       | 1     |
| 6   | Triatlón  | 1       | 0       | 1     |
|     | Total     | 8       | 3       | 11    |

## Resumen de resultados
| Deporte   | Atleta          | Evento         | Resultado                                                                                        |
| --------- | --------------- | -------------- | ------------------------------------------------------------------------------------------------ |
| Atletismo | Nery Brenes     | 400 m          | Ronda preliminar: 4º puesto en heat eliminatorio y 24º en la clasificación general (45,65 s).    |
| Atletismo | César Lizano    | Maratón        | 65º puesto de la carrera (2:24:16).                                                              |
| Atletismo | Sharolyn Scott  | 400 m vallas   | Ronda preliminar: 6º puesto en heat eliminatorio y 27.ª en la clasificación general (57,03 s).   |
| Atletismo | Gabriela Traña  | Maratón        | 91.er puesto de la carrera (2:43:17).                                                            |
| Ciclismo  | Andrey Amador   | Ruta           | 35º puesto en la clasificación general (5:46:37).                                                |
| Ciclismo  | Paolo Montoya   | Montaña        | 36º puesto de la carrera (1:41:19).                                                              |
| Judo      | Osmán Murillo   | 73 kg          | Vencido en ronda de 32.                                                                          |
| Natación  | Mary Laura Meza | 100 m mariposa | Ronda preliminar: 3.er puesto en heat eliminatorio y 42.ª en la clasificación general (1:07,01). |
| Natación  | Mario Montoya   | 200 m libres   | Ronda preliminar: 3.er puesto en heat eliminatorio y 33º en clasificación general (1:51,66).     |
| Taekwondo | Heiner Oviedo   | -58 kg         | Vencido en ronda preliminar.                                                                     |
| Triatlón  | Leonardo Chacón | -              | 48.º puesto de la competencia (1:52:39).                                                         |